# Discocalyx kaoyae
Discocalyx kaoyae là một loài thực vật có hoa trong họ Anh thảo. Loài này được Pipoly & Takeuchi mô tả khoa học đầu tiên năm 2004.